# الهيئة العامة للطرق والكباري (مصر)
الهيئة العامة للطرق والكباري هي هيئة حكومية مصرية تابعة لوزارة النقل المختصة بشئون الطرق والكبارى في مصر.

## التشريعات المنظمة
- قرار رئيس الجمهورية رقم 2717 لسنة 1966 بشأن إنشاء المؤسسة المصرية العامة للطرق والكباري.
- قرار رئيس الجمهورية رقم 359 لسنة 1976 بشأن إنشاء الهيئة العامة للطرق البرية والمائية: ألغيت بموجبه المؤسسة المصرية العامة للطرق والكباري.[2]
- قرار رئيس الجمهورية رقم 476 لسنة 1979 بشأن تعديل قرار رئيس الجمهورية 359 لسنة 1976: بموجبه تم تعديل اسم الهيئة العامة للطرق البرية والمائية ليصبح الهيئة العامة للطرق والكباري.[3]
- قرار رئيس الجمهورية رقم 407 لسنة 1995 بشأن تعديل قرار رئيس الجمهورية رقم 359 لسنة 1976: بموجبه تم تعديل اسم الهيئة العامة للطرق والكباري ليصبح الهيئة العامة للطرق والكباري والنقل البري.[4]
- قرار رئيس الجمهورية رقم 334 لسنة 2004 بشأن إعادة تنظيم الهيئة العامة للطرق والكباري والنقل البري.[5]
- قانون رقم 73 لسنة 2019 بإصدار قانون إنشاء جهاز تنظيم النقل البري الداخلي والدولي: نقلت بموجبه إلى جهاز تنظيم النقل البري الداخلي والدولي
  - جميع حقوق والتزامات واختصاصات الهيئة العامة للطرق والكباري والنقل البري الواردة بالمادتين 4، 5 الخاصة بالنقل البري من قرار رئيس الجمهورية رقم 334 لسنة 2004.[6]

## الشركات التابعة
- الشركة المصرية للاستثمارات والدعاية والإعلان
- الشركة المصرية لضبط الجودة
- الشركة المصرية الدولية لتصنيع مهمات تأمين وسلامة الطرق
- الشركة المصرية للصيانة الذاتية للطرق والمطارات
- الشركة المصرية للتحصيل والموازين
- الشركة المصرية لنظافة الطرق وحماية البيئة
- الشركة المصرية لمشروعات الطرق الإستثمارية[7][8]

## رؤساء الهيئة
- مهندس / حمدي الوقاد.[9]
- مهندس / أحمد شوقي.
- لواء / ممدوح عبد الرحمن.
- مهندس / محمود عز الدين.[10]
- مهندس / أحمد كمال طلبة.[11]
- مهندس / إبراهيم عامر.[12]
- مهندس / رمزي لاشين.[13]
- لواء / سعد الجيوشي.[14]
- مهندس / عادل ترك.[15]
- لواء / نادر سمير.[16]
- مهندس / سامي فرج.[17]
- لواء / حسام الدين مصطفى.[18]